# Tomislav Ivković
Tomislav Ivković (* 11. srpna 1960 Záhřeb) je bývalý chorvatský fotbalový brankář.
Je odchovancem GNK Dinamo Zagreb, s nímž vyhrál ligu v roce 1982, jako hráč FK Crvena Zvezda získal jugoslávský titul v roce 1984 a vyhrál Pohár maršála Tita 1985. Pak přestoupil do rakouského FC Swarovski Tirol, v jehož dresu postoupil do semifinále Poháru UEFA 1986/87. Později působil v Portugalsku a Španělsku.
S jugoslávskou amatérskou reprezentací vyhrál Středomořské hry 1979 a na olympijských hrách 1984 v Los Angeles získal bronzovou medaili. Také se zúčastnil mistrovství Evropy ve fotbale 1984 (nastoupil v zápase proti Dánsku, který Jugoslávci prohráli 0:5) a mistrovství světa ve fotbale 1990, kde jeho tým postoupil do čtvrtfinále. S 38 odchytanými mezistátními zápasy je třetím nejaktivnějším brankářem v historii jugoslávské reprezentace po Vladimiru Bearovi a Milutinu Šoškićovi.
V sezóně 1989/90 se proslavil tím, že dvakrát chytil penaltu Diegu Maradonovi: v penaltovém rozstřelu prvního kola Poháru UEFA mezi Sportingem a SSC Neapol a v penaltovém rozstřelu čtvrtfinále mistrovství světa mezi Jugoslávií a Argentinou. V obou případech však jeho tým nakonec vypadl.
V letech 2004 až 2006 působil u chorvatské reprezentace jako trenér brankářů. Hlavním trenérem byl v klubech NK Lokomotiva Zagreb (v roce 2013 vyhrál první ročník ankety o cenu Tomislava Iviće pro chorvatského trenéra roku) a v saúdskoarabském Al Faisaly.